# یوهان برنهارد لوگیر
یوهان برنهارد لوگیر (به آلمانی: Johann Bernhard Logier)‏ (۹ فوریهٔ ۱۷۷۷ – ۲۷ ژوئیهٔ ۱۸۴۶) آهنگ‌ساز، مربی موسیقی، نظریه‌پرداز موسیقی، مخترع، و ناشر اهل آلمان بود.
لوگیر نخستین درس‌های موسیقی را از پدرش، که نوازندهٔ ویولن بود، گرفت. در سال ۱۷۹۱ به انگلستان رفت و بیشترِ دوران زندگی‌اش را در ایرلند گذراند و در دوبلین درگذشت.